# Violetto di cobalto
Il violetto di cobalto è una gradazione del colore viola.

## Procedimento di realizzazione
È costituito da un arseniato di cobalto e magnesio. L'arseniato viene fatto precipitare, il quale, a seguito di questo trattamento, assume una colorazione rosa, indi, portato ad alta temperatura, il composto assume una tonalità violetta. Il tono di viola può differire a seconda della temperatura a cui viene esposto che può arrivare fino a tonalità molto scure.

## Caratteristiche tecniche
La sua varietà chiara è molto vivace e luminosa. La sua stabilità è molto alta. Può essere mescolato con tutti i tipi di bianchi, tra cui il bianco d'argento, generando dei tipi di viola dal bell'effetto difficilmente raggiungibile mescolando altri tipi di colori, anche se di ottimo livello. Il violetto di cobalto risulta migliore dei colori derivati dall'anilina. Il Violetto di Cobalto asciuga molto rapidamente.

## Colori consigliati per la mescolanza
- Tutti i tipi di lacca di garanza
- Blu oltremare
- Blu cobalto

## Colori sconsigliati per la mescolanza
Tutti i colori contenenti ferro.

## Utilizzi
Nella pittura ad olio..